# Marcos Schechtman
Marcos Schechtman (Rio de Janeiro, 22 de abril de 1962) é um diretor de televisão brasileiro.

## Biografia
Seu início foi na Rede Manchete quando, em 1987, dirigiu a novela Carmem. Continuou por anos nessa emissora, que vivia um momento de  prestígio. Em 1988, fez Olho por Olho, e no ano seguinte Kananga do Japão. Em 1990 fez outra novela importante, A História de Ana Raio e Zé Trovão e, em 1991, Amazônia. Em 1993 fez Guerra Sem Fim. No ano de 1995, Schechtman passou para a Rede Bandeirantes, onde dirigiu A Idade da Loba e, em 1996, O Campeão. Em 1998 foi para a Rede Globo, onde dirigiu Corpo Dourado e, no ano seguinte, Suave Veneno. Em 2000, dirigiu Laços de Família, em 2001 O Clone, em 2003 Celebridade, em 2005 América e, em 2009, Caminho das Índias.
Em 2009 recebeu como diretor, ao lado de Glória Perez, a autora da novela Caminho das Índias, o Prêmio Emmy de melhor telenovela do mundo do ano, nos Estados Unidos.
Schechtman também dirigiu as minisséries O Marajá, A Casa das Sete Mulheres e Amazônia, de Galvez a Chico Mendes, além dos seriados Família Brasil e Casos e Acasos.
Em 2015, a Rede Globo resolve rescindir contrato com Schechtman após seu último trabalho na TV.
Em 2016, o diretor Marcos Schechtman passa a diretor de cinema da Globo Filmes, tendo como primeiro filme desta parceria o Vidas Partidas, com tema sobre a violência contra a mulher e implantação da Lei Maria da Penha no Brasil, lançado no mesmo ano.
Em 2017, inicia seu projeto do filme sobre o grande bailarino brasileiro Thiago Soares, que é primeiro solista do Royal Ballet de Londres e considerado um dos mais importantes artistas da dança do mundo. O projeto está ainda em curso, com previsão de conclusão em 2019.

## Carreira

### Televisão
- 1986/87 - Mania de Querer (diretor assistente)
- 1987 - A Rainha da Vida
- 1987 - Carmem
- 1988 - Olho por Olho
- 1989 - Kananga do Japão
- 1990 - A História de Ana Raio e Zé Trovão
- 1990 - Escrava Anastácia
- 1991 - Amazônia
- 1991 - O Guarani
- 1992 - De Corpo e Alma
- 1993 - Família Brasil
- 1993 - Guerra sem Fim
- 1993 - O Marajá
- 1994 - 74.5: Uma Onda no Ar
- 1995 - A Idade da Loba
- 1996 - O Campeão
- 1997 - Os Ossos do Barão
- 1998 - Corpo Dourado
- 1998 - Labirinto
- 1998 - Mulher
- 1999 - Chiquinha Gonzaga
- 1999 - Suave Veneno
- 2000 - Aquarela do Brasil
- 2000 - Laços de Família
- 2001 - O Clone
- 2001 - Presença de Anita
- 2002 - Desejos de Mulher
- 2002 - Pastores da Noite
- 2003 - A Casa das Sete Mulheres
- 2003 - Celebridade
- 2004 - Começar de Novo
- 2004 - Um Só Coração
- 2005 - América
- 2005 - Mad Maria
- 2007 - Amazônia, de Galvez a Chico Mendes
- 2008 - Casos & Acasos
- 2009 - Caminho das Índias
- 2010 - Araguaia
- 2012 - Salve Jorge
- 2019 - Na Corda Bamba (telenovela)

### Cinema
- 2016 - Vidas Partidas